# Cicynethus
Cicynethus là một chi nhện trong họ Zodariidae.

## Các loài
Các loài trong chi này gồm:
- Cicynethus acanthopus Simon, 1910 *
- Cicynethus floriumfontis Jocqué, 1991
- Cicynethus peringueyi (Simon, 1893)